# Troféu Dodô e Osmar

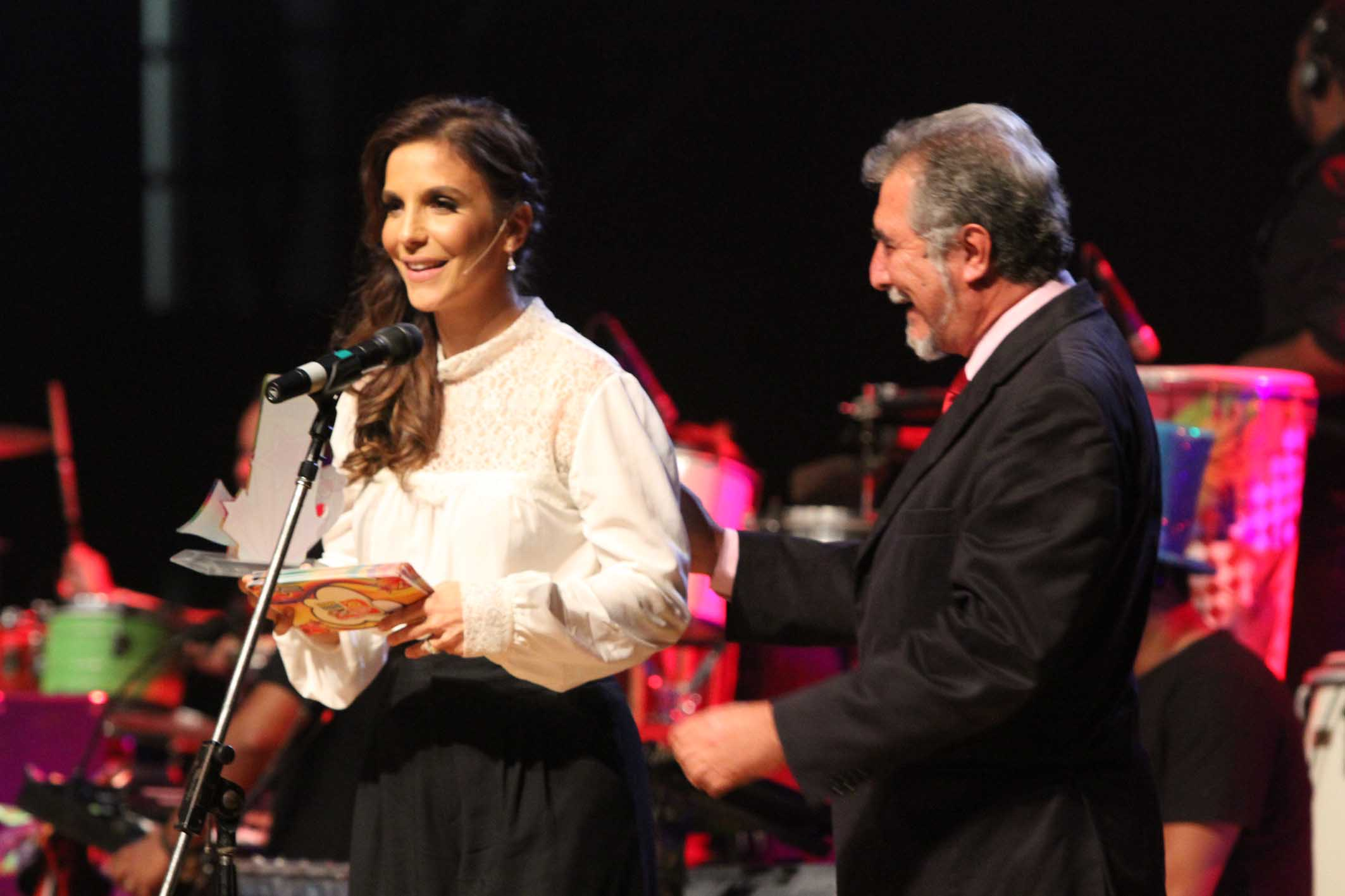
Cantora Ivete Sangalo e secretário de Turismo Domingos Leonelli na cerimônia do Troféu em 2011.

O Troféu Dodô e Osmar é uma premiação anual aos artistas e bandas de maior repercussão e à música de maior sucesso no Carnaval de Salvador, promovida pelo Grupo A TARDE. O nome do prêmio é uma homenagem a Dodô e Osmar, criadores do primeiro trio elétrico e da primeira guitarra elétrica de que se tem notícia. Devido à sua importância e reconhecimento entre os próprios artistas, foliões e demais profissionais da área, é considerado o "Oscar" da festa soteropolitana. É realizada desde 1992.
As categorias escolhidas pelo público são resultado da pesquisa realizada nas ruas durante os dias de folia pelo Instituto Brasileiro de Opinião Pública e Estatística (Ibope). Entre as categorias estão: Melhor Bloco - Barra-Ondina, Melhor Bloco - Avenida (circuito Campo Grande), Melhor Bloco Infantil, Melhor Bloco Afro, Melhor Afoxé, Melhor Bloco de Samba, Camarote Mais Animado, Camarote Mais Bonito, Melhor Cantor/Cantora, Melhor Cantor/Cantora Afro, Banda Revelação e Melhor Grupo de Pagode. Outras categorias, eleitas pelo júri técnico, incluem Melhor Produção de Moda do Artista, Melhor Instrumentista, Melhor Projeto Visual de Trio e Melhor Puxador de Bloco e Carnabusiness.

## Melhor música
A categoria de melhor música é atualmente a mais valorizada. Abaixo, os vencedores desde a criação da premiação:
| Compositor                                                                      | Prêmios ganhos |
| ------------------------------------------------------------------------------- | -------------- |
| Carlinhos Brown                                                                 | 6              |
| Alain Tavares                                                                   | 3              |
| Durval Lelys Pierre Onassis Marcio Victor                                       | 2              |
| Outros 21 compositores                                                          | 1              |
| Intérprete                                                                      | Prêmios ganhos |
| Psirico                                                                         | 3              |
| Asa de Águia Chiclete com Banana Daniela Mercury Ivete Sangalo Olodum Timbalada | 2              |
| Outros 9 intérpretes                                                            | 1              |

- 1992: Baianidade Nagô (Interpretada por: Banda Mel / Autoria: Evandro Rodrigues)
- 1993: Berimbau (Interpretada por: Olodum / Autoria: Marquinhos, Pierre Onassis e Germano Meneguel)
- 1994: Requebra (Interpretada por: Olodum / Autoria: Nego, Pierre Onassis)
- 1995: Ara Ketu é Bom Demais (Interpretada por: Ara Ketu / Autoria: Dinha)
- 1996: Margarida Perfumada (Interpretada por: Timbalada / Autoria: Cícero Menezes e Carlinhos Brown)
- 1997: Rapunzel (Interpretada por: Daniela Mercury / Autoria: Alain Tavares e Carlinhos Brown)
- 1998: A Latinha (Interpretada por: Timbalada / Autoria: Alain Tavares e Carlinhos Brown)
- 1999: Dança do Vampiro (Interpretada por: Asa de Águia / Autoria: Durval Lelys)
- 2000: Cabelo Raspadinho (Interpretada por: Chiclete com Banana / Autoria: Tenison Del Rey e Edu Casanova)
- 2001: Bate Lata (Interpretada por: Banda Beijo / Autoria: Gal Sales, Ivan Brasil e Fábio Nolasco)
- 2002: Empate técnico entre as canções "Festa" (Interpretada por: Ivete Sangalo / Autoria: Anderson Cunha) e "Diga Que Valeu" (Interpretada por: Chiclete com Banana / Autoria: Fredson)
- 2003: Dandalunda (Interpretada por: Margareth Menezes / Autoria: Carlinhos Brown)
- 2004: Maimbê Dandá (Interpretada por: Daniela Mercury / Autoria: Carlinhos Brown / Mateus)
- 2005: Coração (Interpretada por: Rapazolla / Autoria: Dorgival Dantas)
- 2006: Café com Pão (Interpretada por: Vixe Mainha / Autoria: Jauperi)
- 2007: Quebra aê (Intepretada por: Asa de Águia / Autoria: Durval Lelys)
- 2008: Mulher Brasileira (Toda Boa) (Interpretada por: Psirico / Autoria: Márcio Victor)
- 2009: Cadê Dalila (Interpretada por: Ivete Sangalo / Autoria: Carlinhos Brown e Alain Tavares)
- 2010: Rebolation (Interpretada por: Parangolé / Autoria: Léo Santana e Nenel)
- 2011: Liga da Justiça (Interpretada por: LevaNóiz / Autoria: Márcio Victor)
- 2012: Circulou (Interpretada por: Banda Eva / Autoria: Saulo Fernandes, Leonardo Reis e Magary Lord)[a]
- 2013: Não realizado[3]
- 2014: Lepo Lepo (Interpretada por: Psirico / Autoria: Filipe Escandurras e Magno Sant’anna)
- 2015: Tem Xenhenhém (Interpretada por: Psirico / Autoria: Tatau)
- 2016: Metralhadora - Banda Vingadora (Aldo Rebouças e Tays Reis)

## 2014
Os indicados à 21ª cerimônia de entrega do Troféu Dodô e Osmar foram anunciados em 17 de março de 2014, obtidos a partir de pesquisa de opinião do Instituto Brasileiro de Opinião Pública e Estatística (IBOPE) do domingo à terça-feira de carnaval (2 a 4 de março de 2014) nos três circuitos da folia soteropolitana. A cerimônia, realizada no dia 8 de abril no Teatro Castro Alves, foi transmitida ao vivo pelo portal A Tarde e na noite do dia 12 de abril pela TV Aratu.
Destaque em termos numéricos para o Ilê Aiyê (nas categorias Trio e Carro Alegórico / Bloco Afro e Melhor Bloco Afro) e Claudia Leitte (nas categorias Figurino Feminino e Melhor Cantora). Em 2014 estreou a categoria de Melhor Instrumentista de Guitarra Baiana, disputada por Robertinho Barreto (da banda Baiana System), Fred Menendez e Durval Lélys. Foram concedidos ainda cinco prêmios de Destaque Especial: Associação Carnavalesca de Entidades de Sopro e Percussão (quatro anos do "Circuito Sérgio Bezerra de Carnaval Acústico"), Furdunçu, Microtrio, Afródromo (ação e empreendedorismo) e banda Alavontê (criatividade e irreverência). E como homenageados da noite, foi entregue o título de Hours Concours a Ivete Sangalo (carreira de 20 anos como cantora) e a Bell Marques (carreira de 35 anos).
| Melhor Música                                                                       | Grupo de Pagode                                                  |
| ----------------------------------------------------------------------------------- | ---------------------------------------------------------------- |
| - Lepo Lepo - Raiz de Todo Bem - Tempo de Alegria                                   | - Harmonia do Samba - Parangolé - Psirico                        |
| Melhor Cantor                                                                       | Melhor Cantora                                                   |
| - Saulo Fernandes - Bell Marques - Márcio Victor                                    | - Cláudia Leitte - Daniela Mercury - Ivete Sangalo               |
| Melhor Bloco Avenida                                                                | Melhor Bloco Barra                                               |
| - As Muquiranas - Camaleão - Corujas                                                | - Camaleão - Cerveja & Cia - Meu & Seu - Nana Banana - Timbalada |
| Melhor Bloco Infantil                                                               | Melhor Bloco de Samba                                            |
| - Algodão Doce - Happy - Mamulengo                                                  | - Alerta Geral - Reduto do Samba - Vem Sambar                    |
| Melhor Bloco Afro                                                                   | Melhor Bloco Afoxé                                               |
| - Ilê Aiyê - Araketu - Olodum                                                       | - Filhos de Gandhy - Filhas de Gandhy - Filhas de Olorum         |
| Arquitetura, Arte e Decoração de Camarotes                                          | Camarote Mais Animado                                            |
| - Camarote Salvador - Camarote Cerveja & Cia - Camarote do Nana - Camarote do Reino | - Camarote Cerveja & Cia - Camarote do Nana - Camarote Salvador  |
| Cantor Revelação                                                                    | Cantora Revelação                                                |
| - Felipe Pezzoni Houve apenas um indicado com votos válidos                         | - Mari Antunes - Ju Moraes                                       |

Houve ainda os prêmios de Trio e Carro Alegórico / Bloco Afro, vencido pelo Ilê Aiyê; de Arte Visual de Minitrio, vencido pelo Coreto Elétrico; de Arte Visual / Trio Elétrico, vencido por Asa de Águia; de Traje / Bloco Afro, vencido pelo Cortejo Afro; de Figurino Masculino, vencido por Carlinhos Brown; e de Figurino Feminino, vencido por Claudia Leitte.

## Vencedores de 2011
A edição de 2011 foi realizada no Teatro Castro Alves, no dia 6 de abril.
- Melhor Bloco (Barra Ondina): Camaleão
- Melhor Bloco (Avenida): Coruja
- Melhor Bloco Infantil: Algodão Doce
- Melhor Bloco Afro: Ilê Aiyê
- Melhor Bloco Infantil Afro: Ibéji
- Melhor Bloco Afoxé: Filhos de Gandhy
- Melhor Bloco de Samba: Alerta Geral
- Camarote Mais Animado: Cerveja & Cia
- Camarote Mais Bonito: Cerveja & Cia
- Cantor Revelação: André Ramon (LevaNóiz)
- Cantora Revelação: Nadjane (Olodum)
- Banda Revelação: LevaNóiz
- Melhor Grupo de Pagode: Parangolé
- Melhor Cantora: Ivete Sangalo
- Melhor Cantor: Saulo Fernandes (Banda Eva)
- Melhor Música: Liga da Justiça (LevaNóiz)
- Melhor Cantor Afro: Lucas di Fiori (Olodum)
- Melhor Cantora Afro: Larissa Luz (Araketu)

Júri Técnico
- Produção de Moda de Artista Feminino: Claudia Leitte
- Produção de Moda de Artista Masculino: Carlinhos Brown
- Projeto Visual de Trio: Carlinhos Brown
- Melhor Percussionista: Carlinhos Brown
- Melhor Puxador de Bloco: Saulo Fernandes
- Axé para Você: Ministério Público pela campanha contra a Violência Sexual no Carnaval
- Carnabusiness: Ivete Sangalo pelo DVD ao vivo no Madison Square Garden
- Melhor Fantasia de Bloco Afro: Cortejo Afro

## Vencedores de 2010
A edição de 2010 foi realizada no Teatro Castro Alves, no dia 23 de março.
- Melhor Bloco (Barra Ondina): Nana Banana (Chiclete com Banana)
- Melhor Bloco (Avenida): Coruja (Ivete Sangalo)
- Melhor Bloco Infantil: Algodão Doce (Carla Perez)
- Melhor Bloco Afro: Ilê Aiyê
- Melhor Bloco Afoxé: Ibéji
- Melhor Bloco de Samba: Alerta Geral
- Camarote Mais Animado: Nana Banana
- Camarote Mais Bonito: Camarote Salvador
- Cantor Revelação: Keno (O Báck)
- Cantora Revelação: Maristela Müller
- Banda Revelação: O Báck
- Melhor Grupo de Pagode: Parangolé
- Melhor Cantora: Ivete Sangalo
- Melhor Cantor: Léo Santana (Parangolé)
- Melhor Música: Rebolation (Parangolé) [Composição: Léo Santana e Nenel]
- Melhor Cantor Afro: Lucas di Fiori (Olodum)
- Melhor Cantora Afro: Larissa Luz (Araketu)

Júri Técnico
- Produção de Moda de Artista Feminino: Ivete Sangalo
- Produção de Moda de Artista Masculino: Denny (Timbalada)
- Projeto Visual de Trio: Cláudia Leitte
- Melhor Instrumentista: Cara de Cobra (Banda do Bem - Ivete Sangalo)
- Melhor Puxador de Bloco: Saulo Fernandes (Banda Eva)
- Axé para Você: Camarote Expresso 2222
- Carnabusiness: Caco de Telha
- Melhor Fantasia de Bloco Afro: empate entre Cortejo Afro e Malê Debalê

## Vencedores de 2009
A edição de 2009 foi realizada no Teatro Castro Alves, no dia 1º de abril.
Júri Popular
- Melhor Bloco (Barra Ondina): Nana Banana (da banda Chiclete com Banana)
- Melhor Bloco (Avenida): Camaleão (da banda Chiclete com Banana)
- Melhor Bloco Infantil: Algodão Doce (idealizado pela ex-dançarina Carla Perez)
- Melhor Bloco Afro e Afoxé: Ilê Aiyê
- Melhor Bloco de Samba: Alerta Geral
- Camarote Mais Animado: Nana Banana
- Camarote Mais Bonito: Planeta Othon (criado pelo hotel Othon Palace, de Salvador)
- Cantor Revelação: Léo Santana (vocalista do grupo Parangolé)
- Cantora Revelação: Luana Monalisa (vocalista da banda Na Pegada)
- Banda Revelação: Na Pegada
- Melhor Grupo de Pagode: Psirico
- Melhor Cantora: Ivete Sangalo
- Melhor Cantor: Bell Marques (líder da banda Chiclete com Banana)
- Melhor Música: Cadê Dalila? (composição de Carlinhos Brown e Alain Tavares, gravada por Ivete Sangalo)
- Melhor Folião: Yan Pinheiro de Oliveira

Júri Técnico
- Melhor Figurino Feminino: Daniela Mercury
- Melhor Figurino Masculino: Carlinhos Brown
- Projeto Visual de Trio: Carlinhos Brown
- Melhor Instrumentista: Gerson Silva (guitarrista da banda de Daniela Mercury)
- Melhor Puxador de Bloco: Denny (líder do grupo Timbalada)